# Parque nacional del llano de Lusenga
El Parque nacional del llano de Lusenga (Lusenga Plain) o llanura de Lusenga se encuentra en el distrito de Kawambwa, en la provincia de Luapula, en Zambia, al sudeste del lago Mweru.
Lusenga Plain o el llano de Lusenga, un terreno destinado originalmente a la caza, se convirtió en uno de los parques nacionales de Zambia en 1972. Con una de las precipitaciones más altas de Zambia, la llanura experimenta alrededor de 1500 milímetros de lluvia al año. El río Kalungwishi atraviesa el parque e incluye la segunda cascada más alta de Zambia: las cataratas Lumangwe. Debido a la escasez de vida silvestre, la reintroducción de especies comenzó en 2007. Las especies reintroducidas incluyen la cebra de Grant, el puku y el impala. En la zona de las cataratas Kundabwika hay pinturas rupestres.

## Geografía
El parque tiene una extensión de unos 880 km2, centrado en el llano de Lusenga, que tiene unos siete por cinco kilómetros de extensión y da nombre al parque. La forma oval de la llanura al oeste del parque se encuentra en el punto más alto, a 1300 metros. Se caracteriza por la densa vegetación de miombo y mushitu, un tipo de bosque cerrado en galería conocido por su altura y sus frutos, que alimentan poblaciones de murciélagos. Al este del parque bordeado por el río Kalungwishi se encuentran tres cascadas importantes: Lumangwe (35 m de altura y 100 m de anchura), Kabwelume y Kundabwika (25 m de altura y 75 m de anchura).

#### Fauna
La vida animal se redujo notablemente en el parque debido a la caza furtiva, no obstante todavía se encuentran búfalos, duiqueros de lomo amarillo, duiker azul, imbabalas (Tragelaphus sylvaticus) y reduncas. También se han observado cebras, elands, antílopes sable y ruano, duikers y babuinos. 
Entre las aves, estríldidos, como la estrilda carinegra, el prionopo crestigrís, el inseparable del Nyasa, el cistícola colinegro y algunas acuáticas como la grulla carunculada, la garceta de garganta roja y el guion de codornices.
Las instalaciones turísticas del parque son deficientes. Sol se puede alojar en el Lusenga Lodge o fuera del parque. Se están introduciendo el impala, la cebra y el ñu, y hay un proyecto para reubicar entre 300 y 500 elefantes de la Reserva privada de caza de Sabi Sands.

## Cultura
El parque nacional de Lusenga Plain tiene un significado cultural para dos grupos diferentes. El pueblo luda, dirigido por el Jefe Mwata Kazembe, celebra la Ceremonia Umutomboko, y el Jefe Mayor Mushota dirige a su pueblo chishinga en la ceremonia anual Chishinga Malaila.